# Espaço Europeu de Ensino Superior
O Espaço Europeu de Ensino Superior (EEES) (em inglês: European Higher Education Area, EHEA) foi lançado em março de 2010, durante a Conferência Ministerial Budapeste-Viena, por ocasião do 10.º aniversário do Processo de Bolonha.
O estabelecimento do Espaço Europeu de Ensino Superior (EEES) foi o principal objetivo do Processo de Bolonha desde a sua criação em 1999. O EEES pretende garantir a existência de sistemas de educação superior mais comparáveis, compatíveis e coerentes na Europa. Entre 1999 e 2010, todos os esforços dos estados-membros do Processo de Bolonha foram direcionados para a criação do Espaço Europeu de Ensino Superior (EEES), que se tornou uma realidade com a Declaração de Budapeste-Viena de março de 2010. Para aderir ao EEES, um país tem de estar localizado na Europa e tem de assinar e ratificar a Convenção Cultural Europeia (European Cultural Convention) de 19 de dezembro de 1954, que é um tratado internacional dos estados-membros do Conselho da Europa, e de declarar a sua vontade de prosseguir e implementar os objetivos do Processo de Bolonha nos seus próprios sistemas de educação superior.

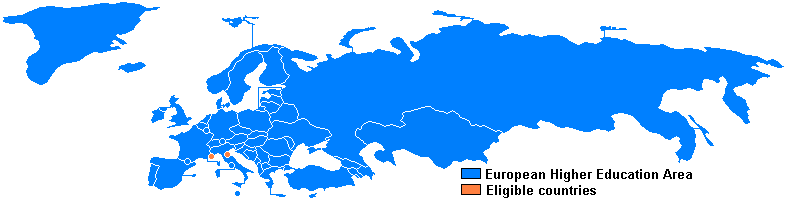
Espaço Europeu de Ensino Superior (EEES)
Países elegíveis para aderir ao Espaço Europeu de Ensino Superior (EEES)

A Dinamarca foi o primeiro país, após o Reino Unido e os EUA, a introduzir o Sistema 3+2+3.

## Objetivos gerais
Os principais objetivos são a promoção da mobilidade dos estudantes e dos membros do pessoal, a empregabilidade dos diplomados e a dimensão europeia na educação superior. Tendo em conta a diversidade dos seus sistemas nacionais, os estados-membros do EEES concordam em adotar:
- Um sistema comum de diplomas facilmente legíveis e comparáveis;
- Um enquadramento assente sobretudo em três ciclos principais: bacharelato (também chamado, por alguns estados-membros, de grau ou de licenciatura), mestrado, doutoramento;
- Um sistema comum de garantia de qualidade.

## As principais ações do Espaço Europeu

### Mobilidade estudantil e reconhecimento mútuo de diplomas
A mobilidade estudantil implica um sistema coerente de estudos e diplomas:
- O Sistema Europeu de Transferência e Acumulação de Créditos (European Credit Transfer and Accumulation System, ECTS) facilita o reconhecimento dos períodos de estudo entre as instituições de educação superior do EEES. Um ano letivo corresponde normalmente à validação de 60 pontos de créditos ECTS; um ponto de crédito requer, aproximadamente, entre 25 a 30 horas de trabalho do aluno (cursos, projetos, trabalho pessoal, etc.).
- O Quadro Europeu de Qualificações (European Qualifications Framework, EQF) define os 3 ciclos principais (primeiro ciclo, segundo ciclo e terceiro ciclo). Cada ciclo é definido pelo número de pontos de créditos ECTS exigidos e pela descrição dos resultados da aprendizagem (learning outcomes) e pelas competências (skills) esperadas para cada graduado:
  - O primeiro ciclo (180 a 240 pontos de créditos ECTS), geralmente conducente ao grau de bacharel (também chamado, por alguns estados-membros do EEES, de graduado ou de licenciado).
  - O segundo ciclo (60 a 120 pontos de créditos ECTS), geralmente conducente ao grau de mestre.
  - O 3.º ciclo, conducente ao grau de doutor.
- Em 2018 foi introduzido um novo ciclo, o Ciclo Curto (90 a 120 pontos de créditos ECTS).

### Garantia da Qualidade
O Espaço Europeu não visa padronizar os sistemas nacionais de educação superior, mas sim torná-los mais legíveis e construir uma confiança mútua entre as instituições de educação superior. O reconhecimento mútuo dos diplomas baseia-se não na comparação do conteúdo dos programas, mas na definição e validação dos resultados da aprendizagem pretendidos. Desde a sua origem, surgiu a necessidade de um sistema comum de garantia de qualidade no EEES. A Associação Europeia para a Garantia da Qualidade no Ensino Superior (Association for Quality Assurance in Higher Education, ENQA) foi a responsável pela definição dos padrões e das orientações, que se dividem em 3 capítulos:
- Garantia interna da qualidade nas instituições: cada instituição tem de ter uma política e uma organização interna de autoavaliação e de melhoria contínua, implementada com todos os seus stakeholders (alunos, funcionários, ex-diplomados e representantes da sociedade e empregadores).
- Garantia externa de qualidade: as instituições têm de submeter a sua organização interna e os seus resultados a constantes avaliações externas e independentes (incluindo as agências de acreditação).
- Garantia de qualidade das agências de acreditação: as agências têm de agir com total autonomia (em particular dos poderes públicos e privados) para avaliar as instituições e a sua formação, e para levar os seus resultados à atenção do público.

### Programas europeus

#### Programas Erasmus e Erasmus Mundus
Os programas Erasmus e Erasmus Mundus são iniciativas da União Europeia para promover a mobilidade de estudantes e dos membros do pessoal. Por conseguinte, dizem principalmente respeito aos 27 estados-membros da União Europeia, com os quais outros países como a Noruega, a Islândia e a Turquia uniram forças. Em rigor, estes não são programas do Espaço Europeu, mas contribuem largamente para o seu desenvolvimento.

#### Iniciativa "Universidades Europeias"
Em 2017, a União Europeia lançou a iniciativa "Universidades Europeias", que visa "fortalecer, em toda a UE, parcerias estratégicas entre as instituições de educação superior e incentivar o surgimento, até 2024, de cerca de vinte universidades europeias"; mais de 40 já foram criadas. Estas universidades europeias são redes de universidades de alto nível, que permitirão aos estudantes obter um diploma combinando os estudos em vários países da UE e que contribuirão para a competitividade internacional da educação superior europeia.

## Estados-Membros
Os estados-membros participantes do Espaço Europeu de Ensino Superior (EEES) são:
- Albânia
- Andorra
- Arménia
- Áustria
- Azerbaijão
- Bielorrússia
- Bélgica
- Bósnia e Herzegovina
- Bulgária
- Croácia
- Chipre
- Chéquia
- Dinamarca
- Estónia
- Finlândia
- França
- Geórgia
- Alemanha
- Grécia
- Hungria
- Islândia
- Irlanda
- Itália
- Cazaquistão
- Letónia
- Liechtenstein
- Lituânia
- Luxemburgo
- Malta
- Moldova (Moldávia)
- Montenegro
- Países Baixos
- Macedónia do Norte
- Noruega
- Polónia
- Portugal
- Roménia
- Rússia
- Sérvia
- São Marino
- Eslováquia
- Eslovénia
- Espanha
- Suécia
- Suíça
- Turquia
- Ucrânia
- Reino Unido
- Cidade do Vaticano

Países elegíveis à adesão:
- Mónaco

## 20 anos do Espaço Europeu
Todos os anos, os ministros europeus da educação superior reúnem-se para analisar o progresso dos projetos e definir os novos objetivos. A conferência (virtual) de 2020, realizada em Roma, insistiu na necessidade de a educação superior ser aberta a todos, no desenvolvimento da aprendizagem e na inovação nos métodos de formação.

Em paralelo, até 2025, a União Europeia pretende construir um Espaço Europeu da Educação (alargado para além do ensino superior) com objetivos:
"passar algum tempo fora do seu estdo-membro para estudar e formar-se tem de se tornar a norma:
- os diplomas da educação secundária e superior são reconhecidos em todos os Estados-Membros;
- conhecer duas línguas para além da língua materna é a regra geral;
- todos têm acesso a uma educação de qualidade, independentemente da sua origem socioeconómica;
- os cidadãos têm plena consciência da sua identidade europeia, bem como do património cultural da Europa e da sua diversidade."

Porém, estes objetivos ainda estão longe de conseguirem ser alcançados pelas instituições, após 20 anos da criação do Espaço Europeu.

## Normas do direito internacional público
- Convenção de Reconhecimento de Lisboa (Lisboa, 4 de julho de 1997), do Conselho da Europa
- Artigo 2.º do primeiro Protocolo à Convenção Europeia dos Direitos Humanos (Paris, 20 de março de 1952), do Conselho da Europa
- Artigo 10.º da Carta Social Europeia (European Social Charter) (revisto, Estrasburgo, 3 de maio de 1996), do Conselho da Europa